# Eugene Talmadge
Eugene Talmadge, född 23 september 1884 i Monroe County i Georgia, död 21 december 1946 i Atlanta i Georgia, var en amerikansk politiker (demokrat). Han var Georgias guvernör 1933–1937 och 1941–1943. Han var far till Herman Talmadge som var Georgias guvernör 1947 och 1948–1955.
Talmadge avlade 1907 juristexamen vid University of Georgia och var sedan verksam som jurist och jordbrukare.
Talmadge efterträdde 1933 Richard Russell som Georgias guvernör och efterträddes 1937 av Eurith D. Rivers. Han tillträdde 1941 på nytt som guvernör och efterträddes 1943 av Ellis Arnall. Talmadge, en hårdför segregationist, kritiserade Arnall beskt och kallade sin efterträdare "förrädare mot den vita rasen". Han vann guvernörsvalet återigen hösten 1946 med sonen Herman som kampanjchef. Han avled innan han hann tillträda som guvernör för sin fjärde mandatperiod, vilket utlöste treguvernörsfejden, där Arnall, Talmadges viceguvernörskandidat Thompson samt Talmadges son Herman gjorde anspråk på guvernörsposten. Herman Talmadge utsågs till ny guvernör av delstatsförsamlingen, men avsattes efter ett ingripande från Georgias högsta domstol, och Thompson tillträdde (som viceguvernör) posten i väntan på ett särskilt utlyst val hösten 1948, som Herman vann med 97 % av rösterna. Eugene Talmadge gravsattes på McRae Cemetery i McRae i Georgia.